# Thma Sa
Thma Sa es una comuna (khum) del distrito de Botum Sakor, en la provincia de Koh Kong, Camboya. En marzo de 2008 tenía una población estimada de 9240 habitantes.
Se encuentra ubicada al suroeste del país, en la zona de los montes Cardamomo y cerca de la costa del golfo de Tailandia.